# Robert J. Alexander
Robert J. Alexander, né le 26 novembre 1918 à Canton (Ohio) et mort le 27 avril 2010, est un économiste, politologue et historien américain, spécialisé dans l'étude de l'Amérique latine, de l'anarchisme et du communisme.

## Œuvres

### En français
- Dirigeants révolutionnaires en Amérique latine, Le Monde diplomatique, octobre 1962, lire en ligne.
- Violence et terrorisme anarchiste durant la guerre civile, in The anarchists in the Spanish war, Janus Publishing Company Limited, 1999, lire en ligne.

### En anglais
- (en) The anarchists in the Spanish war, Janus Publishing Company Limited, 1999, lire en ligne.

- (en) A History of Organized Labor in Argentina, Greenwood Publishing Group, 2003 (lire en ligne).

- (en) International Trotskyism, 1929-1985 : A Documented Analysis of the Movement, Durham/London, Duke University Press, 1991, 1125 p. (ISBN 0-8223-0975-0, lire en ligne)